# Sladki grahovec
Sladki grahovec (znanstveno ime Astragalus glycyphyllos) je večletna gozdna in travniška rastlina iz družine metuljnic.

## Opis
Rastlina ima od 10 do 20 cm dolge liste, sestavljene iz od 9 do 15 manjših lističev, ki so ovalne oblike z ravnim robom. Lističi merijo od 2 do 4 cm v dolžino in so gladki.
Cvetovi so socvetja bledo rumenkaste barve, rastlina pa cveti od maja do julija.